# Chiasognathus
Chiasognathus — южноамериканский род жуков из семейства Рогачи.

## Виды
Род включает в себя 5 видов:
- Chiasognathus beneshi (Lacroix, 1978)
- Chiasognathus granti (Stephens, 1831)
- Chiasognathus jousselini (Reiche, 1850)
- Chiasognathus latreillei (Solier, 1851)
- Chiasognathus mniszechii (Kiesche 1919)